# Peter Prendergast
Peter Prendergast (født 23. september 1963) er en tidligere fodbolddommer fra Jamaica. Han dømte internationalt under FIFA fra 1994 til 2006. Ved VM 2002, var Prendergast blandt de deltagende dommere, og han dømte blandt andet ottendedelsfinalen mellem Brasilien og Belgien, hvor han kom i fokus efter at have annulleret et belgisk mål.
Ved VM-slutrunden 2006 var Prendergast igen udtaget, men måtte opgive at deltage pga. en skade.
Han har dømt mange kampe i Gold Cup. Han har også dømt kampe ved OL og Confederations Cup.